# Паркдејл (Калифорнија)
Паркдејл (енгл. Parksdale) насељено је место без административног статуса у америчкој савезној држави Калифорнија.

## Демографија
По попису из 2010. године број становника је 2.621, што је 67 (-2,5%) становника мање него 2000. године.
| Група             | 2000.         | 2010.         |
| Белци             | 342 (12,7%)   | 236 (9,0%)    |
| Афроамериканци    | 81 (3,0%)     | 56 (2,1%)     |
| Азијати           | 2 (0,1%)      | 18 (0,7%)     |
| Хиспаноамериканци | 2.198 (81,8%) | 2.278 (86,9%) |
| Укупно            | 2.688         | 2.621         |